# Collema leptosporum
Collema leptosporum är en lavart som beskrevs av Malme. Collema leptosporum ingår i släktet Collema och familjen Collemataceae.   Inga underarter finns listade i Catalogue of Life.